# Adrian Grasse

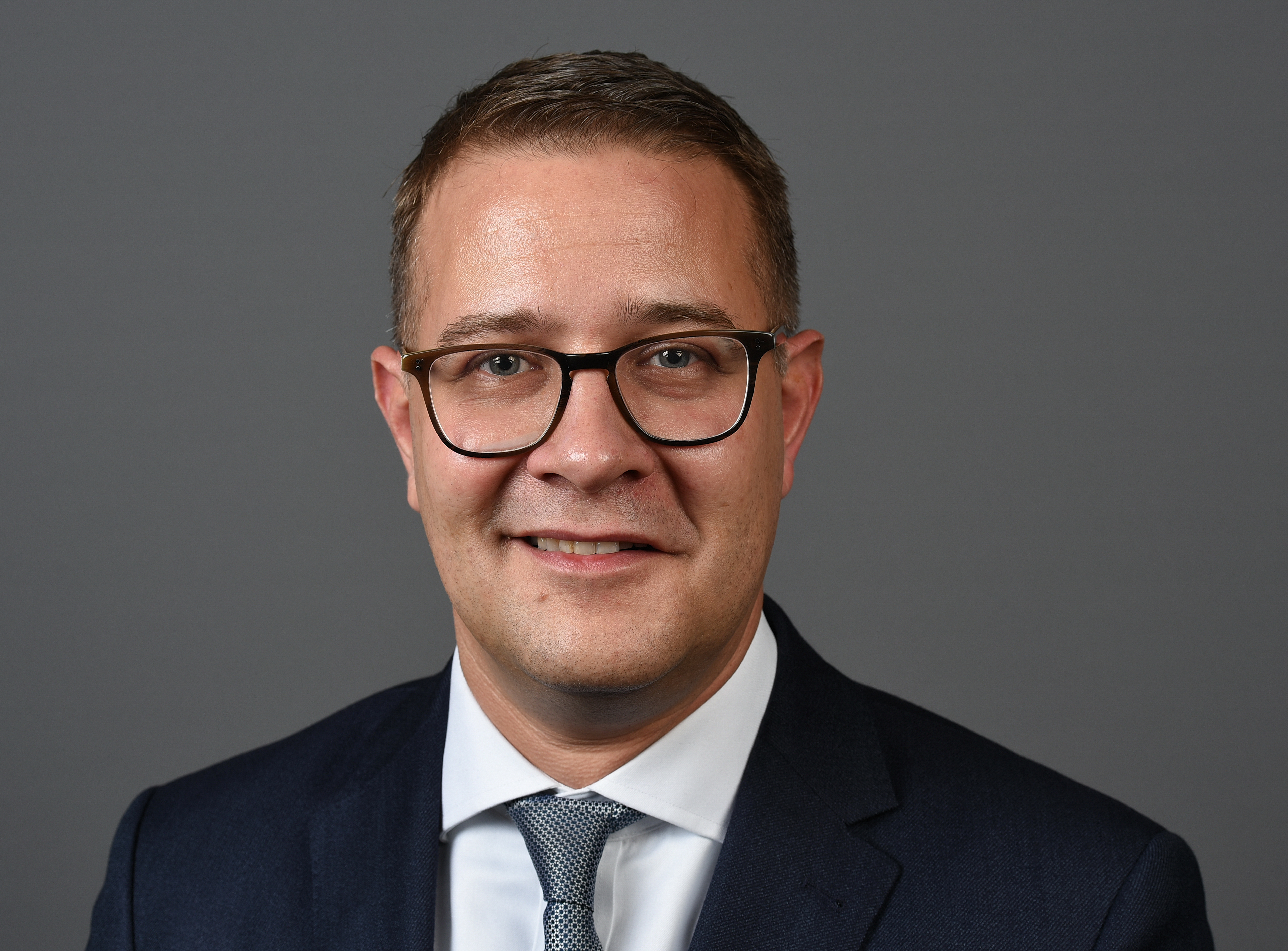
Adrian Grasse, 2017

Adrian Grasse (* 20. Januar 1975 in West-Berlin; evangelisch; zwei Kinder) ist ein deutscher Politiker (CDU). Er ist seit 2025 direkt gewähltes Mitglied des Deutschen Bundestages. Zuvor war er von 2016 bis 2025 Mitglied des Berliner Abgeordnetenhauses.

## Leben
Grasse legte 1994 sein Abitur am Schadow-Gymnasium ab und absolvierte anschließend bis 1995 den Zivildienst. Er erlernte von 1995 bis 1997 den Beruf des Industriekaufmanns und studierte dann bis 2003 Betriebswirtschaftslehre an der Humboldt-Universität zu Berlin mit dem Abschluss als Diplom-Kaufmann.
Von 2003 bis 2005 war er Vorstandsassistent und von 2006 bis 2009 Abteilungsleiter beim Deutschen Genossenschafts-Raiffeisenverband. Von 2009 bis 2025 war er beruflich bei der Siemens AG in Berlin tätig.
Grasse ist ehrenamtliches Mitglied des Aufsichtsrates der Joblinge gAG Berlin und Mitglied des Beirates der Einstein Stiftung. Seit Dezember 2023 ist er Mitglied im Vorstand der Humboldt-Universitäts-Gesellschaft. 

## Politischer Werdegang

### Christlich Demokratische Union (CDU)
Grasse trat 1993 in die CDU ein und war Vorsitzender der Jungen Union Steglitz-Zehlendorf. Er ist stellvertretender Kreisvorsitzender der CDU Steglitz-Zehlendorf und Ortsvorsitzender der CDU Zehlendorf-Mitte.

### Abgeordnetenhaus von Berlin
Bei der Wahl zum Abgeordnetenhaus von Berlin 2016 wurde er als Direktkandidat der CDU über den Wahlkreis 66 (Steglitz-Zehlendorf 6) in das Abgeordnetenhaus gewählt. Das Direktmandat gewann er mit 30,3 % der Erststimmen. Bei der Wahl zum Abgeordnetenhaus von Berlin 2021 erhielt er das Direktmandat mit 31,0 % der Stimmen. Bei der Wiederholungswahl 2023 konnte er seinen Sitz im Abgeordnetenhaus verteidigen und seinen Stimmenanteil auf 40,0 % steigern. Von 2016 bis 2025 war Adrian Grasse wissenschafts- und forschungspolitischer Sprecher der CDU-Fraktion. Im Zuge seiner Wahl in den Bundestag legte er sein Mandat im Abgeordnetenhaus Ende April 2025 nieder; für ihn rückte Marco Hahnfeld nach.

### Deutscher Bundestag
Bei der Bundestagswahl 2025 errang er mit 30,7 % der Erststimmen das Direktmandat im Bundestagswahlkreis Berlin-Steglitz-Zehlendorf.
Im 21. Deutschen Bundestag ist Adrian Grasse ordentliches Mitglied im Ausschuss für Forschung, Technologie, Raumfahrt und Technikfolgenabschätzung. Zudem ist er Schriftführer im Bundestag und stellvertretendes Mitglied in den Ausschüssen für Verkehr, für Gesundheit und für Bildung, Familie, Senioren, Frauen und Jugend.